# Saint-Léger-des-Vignes
Saint-Léger-des-Vignes là một xã của tỉnh Nièvre, thuộc vùng Bourgogne-Franche-Comté, miền trung nước Pháp.